# 14° conferencia. El cumplimiento de deseo
La 14° conferencia. El cumplimiento de deseo, es una conferencia dictada por Sigmund Freud en la Universidad de Viena en los años 1915-1916.
La conferencia se encuentra en la Parte II, El sueño de Conferencias de introducción al psicoanálisis.

## Contenido

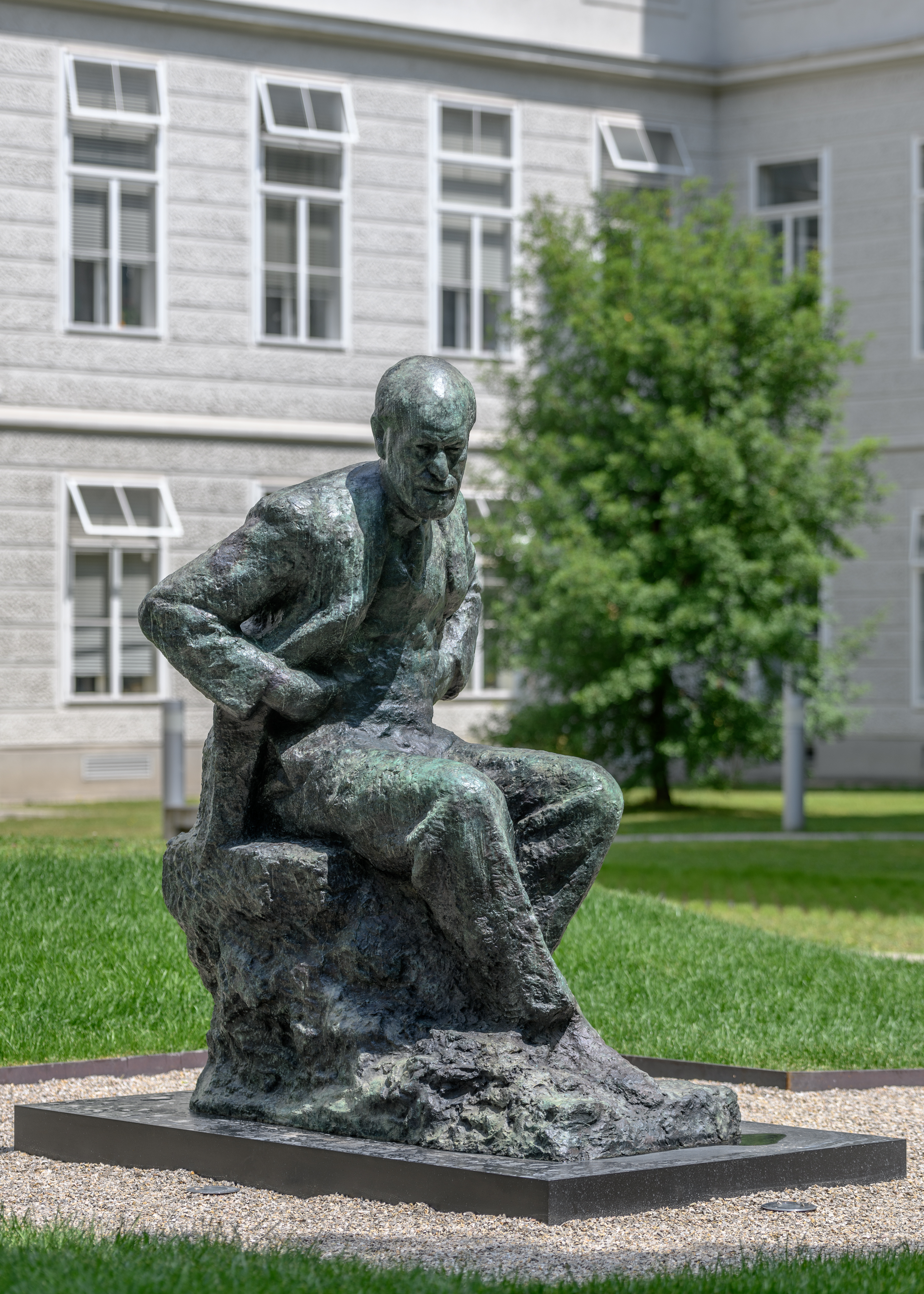
Estatua de Sigmund Freud ubicada en la Universidad de Viena

En su conferencia, Freud explica la teoría del cumplimiento de deseos en los sueños, referenciando a los sueños infantiles que buscan satisfacer deseos y eliminar estímulos perturbadores durante el sueño. Señala que los sueños de angustia pueden ser cumplimientos de deseos reprobados, utilizando la angustia como un reemplazo de la censura. 
Freud discute cómo el cumplimiento de deseos se manifiesta a través de símbolos y sustituciones en los sueños, y enfatiza que el trabajo del sueño transforma los pensamientos latentes en el sueño manifiesto, siendo el deseo inconsciente el elemento central en los sueños. Concluye que la interpretación de los sueños revela deseos ocultos y que el sueño siempre busca cumplir esos deseos.